# مجلس جمهورية بيلاروسيا
مجلس جمهورية بيلاروسيا (بالبيلاروسية: Савет Рэспублікі ) هو الهيئة التشريعية في روسيا البيضاء، ويتكون من 64 مقعداً، يقع المقر الرئيسي له في مبنى الحكومة في مينسك ‏، وOld building of National Library of Belarus ‏، وهو المجلس الأعلى في الجمعية الوطنية في روسيا البيضاء.

## طالع أيضًا
- الجمعية الوطنية في روسيا البيضاء